# Eparquia de Ramanathapuram
A Eparquia de Ramanathapuram (Latim:Eparchia Ramanathapuramensis) é uma eparquia pertencente a Igreja Católica Siro-Malabar com rito Siro-Malabar. Está localizada no município de Ramanathapuram, no estado de Tâmil Nadu, pertencente a Arquieparquia de Thrissur na Índia. Foi fundada em 18 de janeiro de 2010 pelo Papa Bento XVI. Com uma população católica de 11.372 habitantes, possui 22 paróquias com dados de 2020.

## História
Em 18 de janeiro de 2010 o Papa Bento XVI cria a Eparquia de Eparquia de Ramanathapuram através do território da Eparquia de Palghat. Desde sua fundação em 2010 pertence a Igreja Católica Siro-Malabar, com rito Siro-Malabar.

## Lista de eparcas
A seguir uma lista de eparcas desde a criação da eparquia em 2010.
|                           | Nome                      | Período                   | Notas                     |
| Eparcas de Ramanathapuram | Eparcas de Ramanathapuram | Eparcas de Ramanathapuram | Eparcas de Ramanathapuram |
| ------------------------- | ------------------------- | ------------------------- | ------------------------- |
| 1º                        | Paul Alappatt             | 2010 - atual              |                           |